# Funa (maí)
Funa ou Funé foi um maí (rei) do Império de Canem da dinastia dugua ou Bani Ducu que alegadamente governou por 60 anos. Era filho e sucessor de Dugu e foi sucedido por seu filho Archu. Foi descrito como um poderoso e bem-sucedido príncipe e faleceu em Malana, um lugar no interior de Canem. O Girgam afirma que foi sepultado em Gani Galaca (Gani Galakka).